# Milenko Ačimovič
Milenko Ačimovič (srpski: Миленко Аћимовић; Ljubljana, 15. veljače 1977.) bivši je slovenski nogometaš. 

## Životopis
Milenko Ačimovič (Aćimović) je rođen u srpskoj obitelji u Sloveniji. Oženjen je bivšom manekenkom Leom Turk s kojom ima kćer Klaru i sina Mateju. Njegova rođena sestra Ana je supruga srbijanskog umirovljenog nogometaša i trenera Dejana Stankovića, s kojim je Milenko igrao u Crvenoj zvezdi.

## Karijera

### Klupska karijera
Ačimovič je svoje prve nogometne korake napravio u omladinskom pogonu NK Olimpije iz Ljubljane. Kao izuzetno nadaren nogometaš odigrao je 3 prvenstvene utakmice za NK Železničar sa samo 17 godina. U sezoni 1996./97. za Olimpiju je odigrao 34 utakmice te postigao 7 zgoditaka. To je bilo dovoljno da ga kupi beogradska Zvezda.
Naredne tri i pol godine nastupao je za Crvenu zvezdu s kojom osvaja dva prvenstva SR Jugoslavije (1999./00. i 2000./01.). Nakon što je dobro igrao na Europskom prvenstvu 2000. i Svjetskom prvenstvu 2002. za njega se počinju zanimati i neki veliki europski klubovi. Na ljeto 2002. Milenko napušta Beograd i seli u London, odnosno u Tottenham Hotspur. U njegovoj prvoj sezoni u novom klubu odigrao je nekoliko utakmica, uglavnom ulascima s klupe, dok je drugu sezonu presjedio na klupi za rezervne igrače.
Iz Tottenhama prelazi u Lille. Njegova igra je na početku je bila dobra te je samim tim osigurao mjesto u prvih jedanaest. Igrao je u Kupu UEFA, te je s Lilleom došao do osmine finala. U toj sezoni njegov klub je bio drugi na prvenstvenoj ljestvici te je dobio pravo nastupa u Ligi prvaka.
Nakon igranja u Francuskoj, odigrava jednu sezonu za arapski Al-Ittihad. Nakon avanture u Al-Ittihadu prelazi u Austriju.
Nakon brojnih problema s ozljedom koljena, krajem 2010. godine, u 33. godini života, prestaje s profesionalnim bavljenjem nogometom.

### Reprezentativna karijera
Za reprezentaciju Slovenije je prvi put nastupio u Murskoj Soboti, 22. travnja 1998. protiv Češke. Reprezentativnu karijeru završio je u kolovozu 2007. godine.

### Ostalo
Nakon umirovljenja, tj. od siječnja 2011. godine, postaje sportski direktor ljubljanske Olimpije. Na toj poziciji je bio do 2012. godine kada daje ostavku zbog loših rezultata, da bi se ponovno vratio 2014. godine, ali se s klubom ponovno razilazi sredinom 2015. godine